# 唐·凱辛格
唐納·尤隆·凱辛格（英語：Donald Eulon Kessinger，1942年7月17日—），為前美國職棒大聯盟的游擊手與總教練，生涯曾效力過小熊、紅雀與白襪等隊。他生涯共入選過6次明星賽，是1960年代著名的游擊手之一。此外，凱辛格也是美國聯盟史上最後一位同時擔任球員和總教練的選手。

## 職業生涯
1964年6月19日，凱辛格與小熊簽約。之後他加入球隊2A，並在9月7日登上大聯盟。1965年6月，凱辛格開始成為球隊的先發游擊手，並和Glenn Beckert成為當時小熊的二游搭檔。整季他的打擊率為2成01，失誤次數為國聯游擊手最多。
1966年，凱辛格的打擊狀況還是很低迷，因此在總教練里歐·德羅許爾的建議下，凱辛格改為左右開弓打擊。加上打擊教練Pete Reiser的調整下，凱辛格的打擊率上升到3成04。整季他的打擊率為2成74，並送出國連游擊手最多的474次助殺。

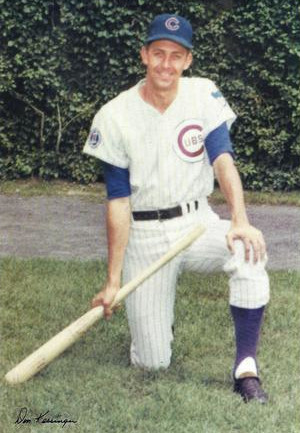
1969年的凱辛格

1968年，凱辛格的守備能力持續進步。他也在這年入選為國聯明星賽先發游擊手。1969年，他和隊友羅恩·桑托一同入選明星賽。這年他完成連續54場比賽無失誤的成就。這年雖然小熊前面都在分區取得領先，但在最後25場比賽只贏了8場，在球季末戰績被大都會超越，無緣晉級季後賽。該季凱辛格的打擊率為2成73，並敲出181支安打。他在MVP票選上拿下第15名，並獲得首座金手套獎。後來棒球數據專家比爾·詹姆斯分析這季的小熊因為總教練持續讓先發球員出賽，導致球員在球季末因疲憊而導致狀態下滑，最終和季後賽擦身而過。
1970年，凱辛格繳出2成66的打擊率。這年他再度入選明星賽，並連莊金手套獎。1971年6月17日，凱辛格敲出6支安打，寫下小熊隊史紀錄。之後凱辛格又入選3次明星賽，並在1975年球季結束後被交易到紅雀，換來Mike Garman和Bobby Hrapmann。
到了紅雀後，凱辛格依舊保有3成20的上壘率。1977年8月，紅雀將他交易到白襪，換來Steve Staniland。1978年10月19日，白襪老闆Bill Veeck宣布凱辛格將在1979年同時擔任球員兼總教練(這也是美聯史上最後一位)。1979年7月12日，白襪主場發生著名的迪斯可毀滅之夜事件。當時凱辛格在面對球迷暴動時，機警地將球員鎖在更衣室內，避免球員在該事件中受到波及。之後白襪因為戰績不佳，凱辛格遭到解雇，並由托尼·拉魯薩接任總教練。

## 執教成績
| 球隊 | 年度   | 例行賽 | 例行賽 | 例行賽 | 例行賽 | 例行賽 |
| 球隊 | 年度   | 比賽   | 勝     | 敗     | 勝率   | 結果   |
| ---- | ------ | ------ | ------ | ------ | ------ | ------ |
| 白襪 | 1979年 | 106    | 46     | 60     | .434   | 被解雇 |
| 總計 | 總計   | 106    | 46     | 60     | .434   |        |

## 生涯打擊成績
| 出賽次數 | 打席  | 打數  | 得分 | 安打  | 二安 | 三安 | 全壘打 | 打點 | 盜壘 | 保送 | 三振 | 打擊率 | 上壘率 | 長打率 | OPS  |
| -------- | ----- | ----- | ---- | ----- | ---- | ---- | ------ | ---- | ---- | ---- | ---- | ------ | ------ | ------ | ---- |
| 2,078    | 8,530 | 7,651 | 899  | 1,931 | 254  | 80   | 14     | 527  | 100  | 684  | 759  | .252   | .314   | .312   | .626 |

## 外部連結
- 球員資訊和成績在MLB，ESPN，Baseball-Reference，Fangraphs（英文）